# Dream Evil (album)
Dream Evil è il quarto album del gruppo musicale heavy metal Dio, pubblicato nel 1987.
Nel 2013 il CD è stato ristampato in formato deluxe rimasterizzato in digipack dalla Universal Music Group. Questa edizione contiene un disco bonus con le tracce Hide in the Rainbow, tratta da The Dio E.P., e I Could Have Been a Dreamer, nella versione tratta dall'omonimo singolo, oltre ad un live registrato al Monsters of Rock del 1987. Durante questa esibizione vennero riproposti anche alcune cover di brani delle precedenti band del cantante.

## Tracce
1. Night People – 4:06 –  (Dio, Craig Goldy, Jimmy Bain, Claude Schnell, Vinny Appice)
2. Dream Evil – 4:26 –  (Dio, Goldy)
3. Sunset Superman – 5:45 –  (Dio, Goldy, Bain, Schnell, Appice)
4. All the Fools Sailed Away – 7:10 –  (Dio, Goldy)
5. Naked in the Rain – 5:09 –  (Dio)
6. Overlove – 3:26 –  (Dio, Goldy, Appice)
7. I Could Have Been a Dreamer – 4:42 –  (Dio, Goldy)
8. Faces in the Window – 3:53 –  (Dio, Goldy, Bain, Schnell, Appice)
9. When a Woman Cries – 4:43 –  (Dio, Goldy, Bain, Schnell, Appice)

### Tracce CD bonus del 2013
1. Hide in the Rainbow (Dio EP) – 3:57 (Dio)
2. I Could Have Been a Dreamer (Single Edit) – 3:41

Monsters of Rock Festival, Castle Donington 22nd August 1987 (Live)
1. Dream Evil – 4:58
2. Neon Knights – 4:47 – (cover dei Black Sabbath)
3. Naked in the Rain – 7:26
4. Rock 'n' Roll Children – 2:44 (Dio)
5. Long Live Rock 'n' Roll – 4:41 – (cover dei Rainbow)
6. The Last in Line – 4:19 (Dio, Vivian Campbell, Bain)
7. Children of the Sea – 1:15 – (cover dei Black Sabbath)
8. Holy Diver – 1:24 (Dio)
9. Heaven and Hell – 3:21 – (cover dei Black Sabbath)
10. Man on the Silver Mountain – 4:28 – (cover dei Rainbow)
11. All the Fools Sailed Away – 4:23
12. The Last in Line (Reprise) – 1:19
13. Rainbow in the Dark – 5:07 (Dio, Campbell, Bain, Appice)

(Le parti di chitarra della traccia 1 sono state registrate da Vivian Campbell. Le tracce 8-9-10 sono un medley.)

Durata: 57:50

## Formazione
- Ronnie James Dio - voce
- Craig Goldy - chitarra
- Jimmy Bain - basso
- Claude Schnell - tastiere
- Vinny Appice - batteria

## Setlist per il Dream Evil Tour
1. Stand Up and Shout
2. Dream Evil
3. Night People
4. Naked in the Rain
5. Guitar Solo: C. Goldy
6. Naked in the Rain (Reprise)
7. The Last in Line
8. Holy Diver
9. Drum Solo: V. Appice
10. Heaven and Hell
11. The Man on the Silver Mountain
12. All the Fools Sailed Away
13. Keyboard Solo: C. Schnell
14. All the Fools Sailed Away (Reprise)
15. The Last in Line (Reprise)
16. Rock 'N' Roll Children
17. Long Live Rock 'N' Roll
18. Rock 'N' Roll Children (Reprise)
19. Rainbow in the Dark
20. We Rock
21. Don't Talk to Strangers